# Séries télévisées diffusées sur The CW
Voici une liste non exhaustive des séries diffusées sur The CW Television Network.

## Séries diffusées actuellement
Note : Les titres indiqués en seconds sont les titres québécois.
- All American (depuis 2018)
- La Famille fait loi (en) (Family Law) (série canadienne, depuis le 2 octobre 2022)[1]
- Son of a Critch (en)[2] (sitcom canadienne, depuis le 24 juillet 2023)[3]
- Retour à Sullivan's Crossing (Sullivan's Crossing)[4] (série canadienne, depuis le 4 octobre 2023)[5]
- Wild Cards (co-production canadienne de la CBC[6], depuis le 17 janvier 2024)[7]
- Sight Unseen[8] (co-production canadienne de CTV, depuis le 3 avril 2024)[9]
- Good Cop/Bad Cop (en)[10] (co-production australienne, depuis le 19 février 2025)[11]
- Sherlock & Daughter (en)[12] (co-production britannique, depuis le 16 avril 2025)[13]

## Séries diffusés prochainement
Les dates de première diffusion de certaines séries figurant dans cette liste seront dévoilés au cours de la saison.
- Law & Order Toronto: Criminal Intent[14] (série canadienne de Citytv, prévue pour l'automne 2025)

## Anciennes séries diffusées
Note : Les titres indiqués en seconds sont les titres québécois.

### Séries dramatiques
- Sept à la maison / Une famille à toute épreuve (7th Heaven) (2000-06 sur The WB / 2006-07)
- Gilmore Girls (2000-06 sur The WB / 2006-07)
- Smallville (2001-06 sur The WB / 2006-11)
- Les Frères Scott (One Tree Hill) (2003-06 sur The WB / 2006-12)
- Veronica Mars (2004-06 sur UPN / 2006-07)
- Supernatural / Surnaturel (2005–06 sur The WB / 2006-20)
- Runaway (2006)
- Hidden Palms : Enfer au paradis / Les Secrets de Palm Springs (Hidden Palms) (2007)
- Gossip Girl / Gossip Girl : L'élite de New York (2007-12)
- Le Diable et moi / Un job d'enfer (Reaper) (2007-09)
- La Famille Safari / C'est la jungle / Life Is Wild : La Vie Sauvage (Life Is Wild) (2007-08)
- 90210 Beverly Hills : Nouvelle Génération (90210) (2008-13)
- Privileged (2008-09)
- Easy Money (en) (2008-09)
- Valentine (2008-09)
- Vampire Diaries / Journal d’un vampire (The Vampire Diaries) (2009–17)
- The Beautiful Life (2009)
- Melrose Place : Nouvelle Génération / Place Melrose (Melrose Place) (2009-10)
- Life Unexpected / Une vie inattendue (2010-11)
- Hellcats (2010-11)
- Nikita (2010-13)
- Ringer (2011-12)
- The Secret Circle / Le Cercle Secret (The Secret Circle) (2011-12)
- Hart of Dixie / Zoé Hart (2011-15)
- The L.A. Complex (2012 - série canadienne)
- Arrow (2012-20)
- Beauty and the Beast (2012-16)
- Dr Emily Owens (Emily Owens, M.D.) (2012-13)
- The Carrie Diaries (2013-14)
- Cult (2013)
- The Originals / Les Vampires originels (2013-18)
- The Tomorrow People (2013-14)
- Reign : Le Destin d'une reine / La Reine (Reign) (2013-17)
- Star-Crossed (2014)
- Les 100 (The 100) (2014-20)
- Labyrinthe (Labyrinth) (2014 - série germano-sud-africaine)
- Flash (The Flash) (2014–2023)
- Jane the Virgin / Jane l'Immaculée (2014-19)
- iZombie (2015-19)
- The Messengers / Les Messagers (2015)
- Crazy Ex-Girlfriend (2015-19)
- DC's Legends of Tomorrow / DC : Les Légendes de demain (2016–22)
- Alerte Contagion (Containment) (2016)
- No Tomorrow / Sans lendemain (2016-17)
- Frequency / Fréquences (2016-17)
- Supergirl (2015–16 sur CBS / 2016–21)
- Riverdale (2017–23)
- Hooten and the Lady (2017 - série britannique)
- Valor (2017-18)
- Dynastie (Dynasty) (2017-22)
- Black Lightning (2018-21)
- Life Sentence (2018)
- The Outpost (2018-21)
- Seule contre tous / Le Fardeau de la preuve (Burden of Truth) (2018-21 - série canadienne)
- Charmed (2018-22)
- Legacies / Les Héritiers (2018-22)
- Roswell, New Mexico / Roswell : Nouveau-Mexique (2019-22)
- In the Dark / Dans le noir (en) (2019-22)
- Pandora (2019-20)
- Bulletproof (en) (2019–21 - série britannique)
- Two Sentence Horror Stories (en) (2019–22)
- Batwoman (2019–22)
- Nancy Drew / Les Enquêtes de Nancy Drew (2019–23)
- Katy Keene (2020)
- Stargirl (2020–22 - co-diffusée avec DC Universe lors de la saison 1)
- Coroner (2020–22 - série canadienne)
- Devils (2020–22 - série italienne)
- Trickster (en) (2021 - série canadienne)
- Walker (2021–24)
- Superman et Loïs (Superman and Lois) (2021–24)
- Kung Fu (2021–23)
- La République de Sarah (The Republic of Sarah) (2021)
- 4400 (2021-22)
- Naomi (2022)
- All American: Homecoming (2022–24)
- Tom Swift (en)[15] (2022)[16]
- Leonardo[17] (co-production internationale - 2022)[18]
- Professionals (en)[19] (2022 - série scandinave)[1]
- Walker: Independence (2022–23)
- The Winchesters (2022–23)
- Gotham Knights[20] (2023)[21]
- Barons (en) (2023 - série australienne)[22]
- Moonshine (en)[23] (série canadienne, 2023)[3]
- Abysses[24] (The Swarm) (2023)[5]
- The Rising (en) (2023 - série britannique)[22]
- Les Sœurs Spencer (The Spencer Sisters)[25] (série canadienne, 2023)[5]
- 61st Street (en)[26] (Saison 2, 2024)[27]
- Joan[28] (série britannique, 2024)[29]

### Comédies / Sitcoms
- Girlfriends (2000-06 sur UPN / 2006-08)
- Reba (2001-06 sur The WB / 2006-07)
- All of Us (en) (2003-06 sur UPN / 2006-07)
- Tout le monde déteste Chris (Everybody Hates Chris) (2005-06 sur UPN / 2006-09)
- The Game (2006-09)
- Aliens in America / Tandoori & Hamburgers / Perdus en Amérique (Aliens in America) (2007-08)
- Majeurs et mariés (18 to Life) (2010 - 6 épisodes uniquement - série canadienne)
- Backpackers (en) (2014)
- Seed (2014 - 2 épisodes uniquement - série canadienne)
- Dates (2015 - série britannique)
- Significant Mother (2015)
- I Ship It (en) (2019)
- Dead Pixels (2020-21 - série britannique)
- Wellington Paranormal (en) (2021–22 - série néo-zélandaise)[30]
- Bump (en)[17] (2022–23 - série australienne)[18]
- Parent, malheureusement (en) (Children Ruin Everything)[31] (comédie canadienne, 2023–2025)[3]
- Run the Burbs[23] (sitcom canadienne, 2023)[3]
- Everyone Else Burns (en) (2023 - série britannique)[5]

### Rediffusions
Note : Les dates correspondent aux années de rediffusions sur The CW. La liste suivante est non exhaustive.
- Ce que j'aime chez toi (What I Like About You) (2006–2008 - série de The WB)
- Le Drew Carey Show (The Drew Carey Show)[32] (2008–2009 - série de ABC)
- The Jamie Foxx Show (2008–2009 - série de The WB)
- Jericho[32] (2008–2009 - série de CBS)
- Les Frères Wayans (The Wayans Bros.) (2008–2009 - série de The WB)
- Moonlight[33] (2010 - série de CBS)
- Tell Me a Story / Raconte-moi une histoire (2020 - rediffusion de CBS All Access)
- Swamp Thing / La Créature du marais (2020 - rediffusion de DC Universe)
- Gilmore Girls : Une nouvelle année (Gilmore Girls: A Year in the Life) (2020 - série de Netflix)
- The Chosen (2023–2024)
- Ride (en) (rediffusion série de Hallmark Channel, 2024)[34]

### Cas spéciaux
- Dr. Horrible's Sing-Along Blog[35] (spécial, 9 octobre 2012)